# Барнабаш Беше
Барнабаш Беше (мађ. Bese Barnabás; Будимпешта, 6. мај 1994) је бивши мађарски фудбалер, репрезентативац, играо је на позицији одбрамбеног играча. 

## Каријера

### Клуб
Дана 26. маја 2012, Беше је одиграо свој први меч за МТК Будимпешта против Сигетсентмиклош ТК у 29. колу у друголигашкој сезони 2011/12. националног шампионата.
Дана 23. новембра 2012, Беше је одиграо свој први меч у првој лиги (Национално првенство I) против Капошвара на 16. дан утакмице у сезони 2012/13.
Постигао је свој први гол 3. августа 2013. на прволигашкој утакмици против Диошђерија ВТК, у другом колу у сезони 2013–14. Његов гол је био изједначење у нерешеном резултату 2 : 2 на стадиону ДВТК у Мишколцу, у Мађарској.
Дана 19. августа 2016. потписао је четворогодишњи уговор са француским друголигашем Ле Авром. У 32. колу, на гостовању Лавалу, постигао је свој први лигашки гол, када је у пуном трку стигао до лопте и ударцем главом сместио је у гол. У сезони 2017/18, Авр се борио за промоцију у француској другој лиги, а Беше је био сталан члан прве једанаесторице. Коначно, након пораза од Ајачија у полуфиналу плеј-офа, клуб је почео следећу сезону у Лиги 2.  Почетком следеће сезоне, на своју несрећу, сломио је руку. Провео је четири сезоне у француском тиму, носећи дрес клуба на укупно 123 меча, током којих је постигао пет голова и пружио шест асистенција саиграчима. У августу 2020. потписао је двогодишњи уговор са Оуд-Хеверле Леувенесом у белгијском врху. Раскинуо је уговор са клубом 31. децембра 2021. године.
Дана 22. фебруара 2022. без обештећења прелази у мађарски тим МОЛ Фехервар.

### Репрезентација
Прошао је све нивое у старосним репрезентацијама, а на пролеће 2016. требало је да тренира са У21 тимом, када га је савезни селектор Бернд Шторк позвао у сениорски састав због повреде Гергеа Ловренчича. На крају није могао да игра ни против Хрватске ни против Обале Слоноваче, али је уврштен у састав за Европско првенство у фудбалу 2016. На Европском првенству у Француској играо је у групној утакмици против Португалије.

## Достигнућа
МТК Будимпешта
- Друга лига Мађарске у фудбалу: 
  - шампион: 2011/12.,
- Прва лига Мађарске у фудбалу: 
  - треће место: 2014/15,